# کازو اوچیدا
کازو اوچیدا (انگلیسی: Kazuo Uchida؛ زادهٔ ۱۸ آوریل ۱۹۶۲) بازیکن فوتبال اهل ژاپن است.